# Pororoca
La voz pororoca es una onomatopeya de la lengua tupí-guaraní pororó-ká, que significa "gran estruendo", y se utiliza para designar un fenómeno similar al que se conoce como macareo en el delta del río Orinoco, que se manifiesta como una especie de oleaje ruidoso que recorren los grandes ríos del norte del país, especialmente el río Amazonas, a partir de su desembocadura durante decenas de kilómetros. Es un fenómeno mucho más poderoso que el que ocurre en el delta del Orinoco, por la diferencia del caudal entre los dos ríos.

## Dinámica del fenómeno
Se produce por la acción de las mareas al penetrar las aguas marinas sobre las fluviales durante la pleamar o flujo. La pororoca es más intensa cuando el ancho del río se estrecha, por lo que las aguas oceánicas del Atlántico pueden penetrar más fácilmente y con mayor velocidad y longitud en los cauces del delta de este río, lo que da origen a una verdadera inundación que llena de agua salada muchas zonas ribereñas. 
Hasta a los niños más pequeños les enseñan en los colegios cómo puede llegar a ser devastador este fenómeno. Se ha mitificado a este fenómeno natural como un asesino o monstruo que llega a anegar tierras bajas de las orillas con agua salada. Su sonido, hasta media hora antes de llegar, es el de un oleaje intenso y continuado.

## Causas y características
El que este oleaje dure tanto tiempo en avanzar es una consecuencia del enorme caudal del río Amazonas: las aguas de este río (más de 100.000 metros cúbicos por segundo) ocasionan que el agua marina rompa formando olas sobre ellas, pero estas olas se acercan mucho unas a otras por el desplazamiento inferior de las aguas fluviales en sentido inverso, lo que se traduce en una fuerte oposición entre ambas, oposición que es la causante del estruendo. Para que este fenómeno natural se produzca tienen que concurrir varios factores: las fases de Luna llena o Luna nueva, que dan paso a la subida de la mareas más intensas (mareas de sizigia, que son las que se producen cuando los tres astros, es decir, la Tierra, la Luna y el Sol se encuentran alineados), las corrientes marinas y la oposición del océano sobre el río.
Las olas sucesivas de color marrón, que se adentran decenas de kilómetros río arriba y alcanzan en ocasiones hasta cuatro metros de altura en algunos puntos estrechos y encerrados de las orillas y en la misma parte central del cauce (donde la velocidad de las aguas fluviales es mayor), se forman con cierta frecuencia a través del año, aunque la ocurrencia de mareas excepcionalmente "vivas" o intensas es mucho menos frecuente. La altura máxima de la ola se alcanza en el momento de romper al acumularse las aguas superiores del mar sobre las fluviales que las frenan por debajo.

## Consecuencias
Los habitantes ribereños suelen estar preparados para tratar de minimizar los efectos indeseables del fenómeno, aunque también tiene efectos positivos, ya que debido a esta lucha del río con el océano, la pesca en las riberas resulta mucho más importante, con especies tanto marinas como fluviales.
Uno de los efectos perjudiciales es la inundación temporal con agua salada en algunas marismas a ambos lados de los cauces en este delta atípico del Amazonas, aunque ello sea inevitable y que también tiene efectos positivos, ya que muchas especies de peces pueden aprovechar estos mecanismos hidráulicos para sus procesos de reproducción y crecimiento. También podría tener efectos perjudiciales al inundar terrenos cultivados pero esto no debe achacarse al propio fenómeno sino al empleo agrícola de esas áreas potencialmente inundables. El problema se debe a que no todas las mareas más intensas llegan a romper el cauce siempre en los mismos sitios, lo que puede dar origen a que los agricultores siembren en zonas que creen más seguras sin serlo. Y este delta es atípico en cierta forma, por los mismos motivos que lo es el delta del Orinoco: la desembocadura del Amazonas es más bien un estuario, con la extensa isla de Marajó en su desembocadura y algunas islas menores, de manera similar a la parte meridional del delta del Orinoco, como se explica en el artículo sobre el fenómeno del macareo.
El fenómeno ha venido siendo utilizado por surfistas que vienen de todas partes del mundo para remontar estas olas cuando penetran en el río: no son muy altas, pero pueden penetrar sobre una de ellas y subir aguas arriba de la desembocadura durante casi una hora. Así pues no se trata de un récord de surf en cuanto a la altura de las olas, pero sí en el de duración sobre una única ola. El primer récord mundial de duración sobre una tabla de surf (una "longboard" especial muy liviana) lo obtuvo en el Amazonas en 1999 Picuruta Salazar, surfista brasileño de 43 años de edad en ese momento, con más de media hora de duración sobre la ola rompiente. Este récord se rompió posteriormente.
En 2009 Eugenio y Sebastián "Culini" Weinbaum conocidos en Latinoamérica por su programa MDQ Para todo el Mundo Fueron los primeros argentinos en surfear la Pororoca. Toda esta hazaña se emitió en el ciclo de ese mismo año con un programa de casi una hora de duración completamente dedicado a este fenómeno natural

## Términos similares en otros idiomas
En francés existe el término 'mascaret' de donde viene el término macareo -marea ascendente en forma de ola(s) que remonta(n) un río-, que deriva de la palabra de Gascuña 'masquaret' que significa 'buey galopante' (Petit Robert, 1996). En japonés existe el término 'shio-tsunami', y un macareo inducido por un tsunami se conoce como 'kaisho' o simplemente 'tsunami' (maremoto). En China, el 'Dragón de plata' es el nombre del macareo del río Qiantang. Otros nombres locales de mareas incluyen 'le montant' (río Garona, Francia/España), 'la barre' (río Sena, Francia), 'le mascarin' (río Vilaine, Francia) y el 'burro' (del río Colorado, México/Estados Unidos).